# アトロリシンF
アトロリシンF(Atrolysin F、EC 3.4.24.45)は、酵素である。この酵素は、インスリンB鎖のVal2-Asn、Gln4-His、Leu6-Cys、His10-Leu、Ala14-Leu、Tyr16-Leu結合を切断する反応を触媒する。
このエンドペプチダーゼは、ニシダイヤガラガラヘビの毒に含まれる。